# شهرداری دیواچا
شهرداری دیواچا ( اسلوونیایی: Občina Divača) یک شهرداری در منطقه ساحلی اسلوونی و در نزدیکی مرز ایتالیا است. مرکز این شهرداری شهر دیواچا است. این شهرداری در ۶ نوامبر ۱۹۹۴ تأسیس شد، زمانی که شهرداری پیشین سژانا به چهار شهرداری کوچکتر (دیواچا، هرپلایه-کوزینا، کومن، و سژانا) تقسیم شد. غارهای شکوجان، که یک سایت میراث جهانی یونسکو است، در این شهرداری واقع شده‌اند.